# Estland op de Olympische Winterspelen 1992
Tijdens de Olympische Winterspelen van 1992, die in Albertville (Frankrijk) werden gehouden, nam Estland voor de derde keer deel.

## Deelnemers en resultaten

### Biatlon
| Olympiër                                                 | Discipline             | Resultaat | Prestatie |
| -------------------------------------------------------- | ---------------------- | --------- | --- |
| Urmas Kaldvee                                            | 10 km (m)              | 31e       | 27.52,9 (+1.50,6) pen.: 1 (1 + 0)                                                                                           |
| Urmas Kaldvee                                            | 20 km (m)              | 48e       | 1:03.15,1 (+6.40,7) pen.: 4 (1 + 0 + 1 + 2)                                                                                 |
| Kristjan Oja                                             | 20 km (m)              | 57e       | 1:04.15,9 (+7.41,5) pen.: 3 (1 + 1 + 1 + 0)                                                                                 |
| Kalju Ojaste                                             | 10 km (m)              | 59e       | 29.13,2 (+3.10,9) pen.: 1 (0 + 1)                                                                                           |
| Kalju Ojaste                                             | 20 km (m)              | 37e       | 1:02.05,8 (+5.31,4) pen.: 2 (0 + 0 + 1 + 1)                                                                                 |
| Aivo Udras                                               | 10 km (m)              | 61e       | 29.28,4 (+3.26,1) pen.: 2 (1 + 1)                                                                                           |
| Hillar Zahkna                                            | 10 km (m)              | 27e       | 27.46,5 (+1.44,2) pen.: 2 (1 + 1)                                                                                           |
| Hillar Zahkna                                            | 20 km (m)              | 34e       | 1:01.57,4 (+4.23,0) pen.: 4 (1 + 0 + 1 + 2)                                                                                 |
| Team Hillar Zahkna Aivo Udras Kalju Ojaste Urmas Kaldvee | 4x7,5 km estafette (m) | 11e       | 1:29.46,1 (+5.02,6) pen.: 0 22.34,3 pen.: 0 (0 + 0) 22.02,0 pen.: 0 (0 + 0) 22.26,6 pen.: 0 (0 + 0) 22.43,2 pen.: 0 (0 + 0) |
|                                                          |                        |           | |
| Krista Lepik                                             | 7,5 km (v)             | 42e       | 28.18,6 (+3.49,4) pen.: 4 (2 + 2)                                                                                           |
| Krista Lepik                                             | 15 km (v)              | 11e       | 53.51,4 (+2.04,2) pen.: 1 (0 + 1 + 0 + 0)                                                                                   |
| Eveli Peterson                                           | 7,5 km (v)             | 58e       | 29.31,4 (+5.02,2) pen.: 5 (1 + 4)                                                                                           |
| Eveli Peterson                                           | 15 km (v)              | 36e       | 58.03,1 (+6.15,9) pen.: 5 (1 + 1 + 1 + 2)                                                                                   |
| Jelena Poljakova                                         | 7,5 km (v)             | 30e       | 27.22,8 (+2.53,6) pen.: 1 (0 + 1)                                                                                           |
| Jelena Poljakova                                         | 15 km (v)              | 39e       | 58.30,1 (+6.42,9) pen.: 5 (1 + 1 + 3 + 0)                                                                                   |
| Team Jelena Poljakova Eveli Peterson Krista Lepik        | 3x7,5 km estafette (v) | 9e        | 1:23.16,2 (+7.20,6) pen.: 1 27.29,6 pen.: 0 (0 + 0) 28.38,2 pen.: 1 (0 + 1) 27.08,4 pen.: 0 (0 + 0)                         |

### Kunstrijden
| Olympiër        | Discipline | Resultaat | Prestatie                               |
| --------------- | ---------- | --------- | --------------------------------------- |
| Olga Vassiljeva | vrouwen    | 21e       | 31,5 p. (korte kür: 21 - lange kür: 21) |

### Langlaufen
| Olympiër                                                   | Discipline                    | Resultaat | Prestatie                                           |
| ---------------------------------------------------------- | ----------------------------- | --------- | --------------------------------------------------- |
| Elmo Kassin                                                | 10 km klassiek (m)            | 22e       | 29.52,0 (+2.16,0)                                   |
| Elmo Kassin                                                | 50 km vrije stijl (m)         | 45e       | 2:19.29,3 (+15.47,8)                                |
| Elmo Kassin                                                | achtervolging 10 km+15 km (m) | 18e       | +3.14,2 (10 km:29.52 + 15 km:39.00,1)               |
| Taivo Kuus                                                 | 10 km klassiek (m)            | 67e       | 32.28,0 (+4.52,0)                                   |
| Taivo Kuus                                                 | 50 km vrije stijl (m)         | dnf       | opgave                                              |
| Taivo Kuus                                                 | achtervolging 10 km+15 km (m) | 60e       | +8.16,7 (10 km:32.28 + 15 km:41.26,6)               |
| Jaanus Teppan                                              | 30 km klassiek (m)            | 31e       | 1:29.30,9 (+7.03,1)                                 |
| Jaanus Teppan                                              | 50 km vrije stijl (m)         | 39e       | 2:17.15,1 (+13.33,6)                                |
| Urmas Välbe                                                | 10 km klassiek (m)            | 28e       | 30.20,1 (+2.44,1)                                   |
| Urmas Välbe                                                | 30 km klassiek (m)            | 33e       | 1:29.44,3 (+7.16,5)                                 |
| Urmas Välbe                                                | achtervolging 10 km+15 km (m) | 41e       | +5.36,5 (10 km:30.20 + 15 km:40.54,4)               |
| Andrus Veerpalu                                            | 10 km klassiek (m)            | 21e       | 29.51,5 (+2.15,5)                                   |
| Andrus Veerpalu                                            | 30 km klassiek (m)            | 44e       | 1:31.06,1 (+8.38,3)                                 |
| Andrus Veerpalu                                            | achtervolging 10 km+15 km (m) | 42e       | +5.39,8 (10 km:29.51 + 15 km:41.26,7)               |
| Team Andrus Veerpalu Jaanus Teppan Elmo Kassin Urmas Välbe | 4x10 km estafette (m)         | 10e       | 1:46.33,3 (+7.07,3) 27.07,5 26.23,5 25.36,3 27.26,0 |
|                                                            |                               |           |                                                     |
| Piret Niglas                                               | 5 km klassiek (v)             | 38e       | 15.54,9 (+1.41,1)                                   |
| Piret Niglas                                               | 15 km klassiek (v)            | 39e       | 48.58,4 (+6.37,6)                                   |
| Piret Niglas                                               | 30 km vrije stijl (v)         | 48e       | 1:37.31,8 (+15.01,7)                                |
| Piret Niglas                                               | achtervolging 5 km+10 km (v)  | 45e       | +5.42,9 (5 km:15.55 + 10 km:29.55,6)                |

### Noordse combinatie
| Olympiër                                    | Discipline      | Resultaat | Prestatie |
| ------------------------------------------- | --------------- | --------- | --- |
| Allar Levandi                               | individueel (m) | 6e        | +1.34,1 — schans: 206,4 p — 15 km: 43.34,8 |
| Ago Markvardt                               | individueel (m) | 23e       | +5.10,5 — schans: 199,0 p — 15 km: 46.21,9 |
| Peter Heli                                  | individueel (m) | 31e       | +6.57,0 — schans: 182,0 p — 15 km: 46.15,1 |
| Toomas Tiru                                 | individueel (m) | 42e       | +12.09,0 — schans: 170,9 p — 15 km: 50,13,1 |
| Team Ago Markvardt Peter Heli Allar Levandi | team (m)        | 9e        | +9.40,4 — schans: 525,9 p — 30 km: 1:23.20,9 schans: 161,0 p — 10 km: 28.17,8 schans: 183,4 p — 10 km: 28.06,9 schans: 181,5 p — 10 km: 26.56,2 |

Algerije · Amerikaanse Maagdeneilanden · Andorra · Argentinië · Australië · België · Bermuda · Bolivia · Brazilië · Bulgarije · Canada · Chili · China · Chinees Taipei · Costa Rica · Cyprus · Denemarken · Duitsland · Estland · Filipijnen · Finland · Frankrijk · Gezamenlijk team · Griekenland · Groot-Brittannië · Honduras · Hongarije · Ierland · IJsland · India · Italië · Jamaica · Japan · Joegoslavië · Kroatië · Letland · Libanon · Liechtenstein · Litouwen · Luxemburg · Marokko · Mexico · Monaco · Mongolië · Nederland · Nederlandse Antillen · Nieuw-Zeeland · Noord-Korea · Noorwegen · Oostenrijk · Polen · Puerto Rico · Roemenië · San Marino · Senegal · Slovenië · Spanje · Swaziland · Tsjecho-Slowakije · Turkije · Verenigde Staten · Zuid-Korea · Zweden · Zwitserland